# رن تیلور (هنرپیشه)
رن تیلور (انگلیسی: Ron Taylor؛ ۱۶ اکتبر ۱۹۵۲ – ۱۶ ژانویهٔ ۲۰۰۲) یک هنرپیشه اهل ایالات متحده آمریکا بود. وی بین سال‌های ۱۹۷۷ تا ۲۰۰۲ میلادی فعالیت می‌کرد.
از فیلم‌های معروف او می‌توان به بازی در فیلم سقوط مرگبار، آن دختر کیست؟ و خشم در هارلم اشاره کرد.